# Carro a vela

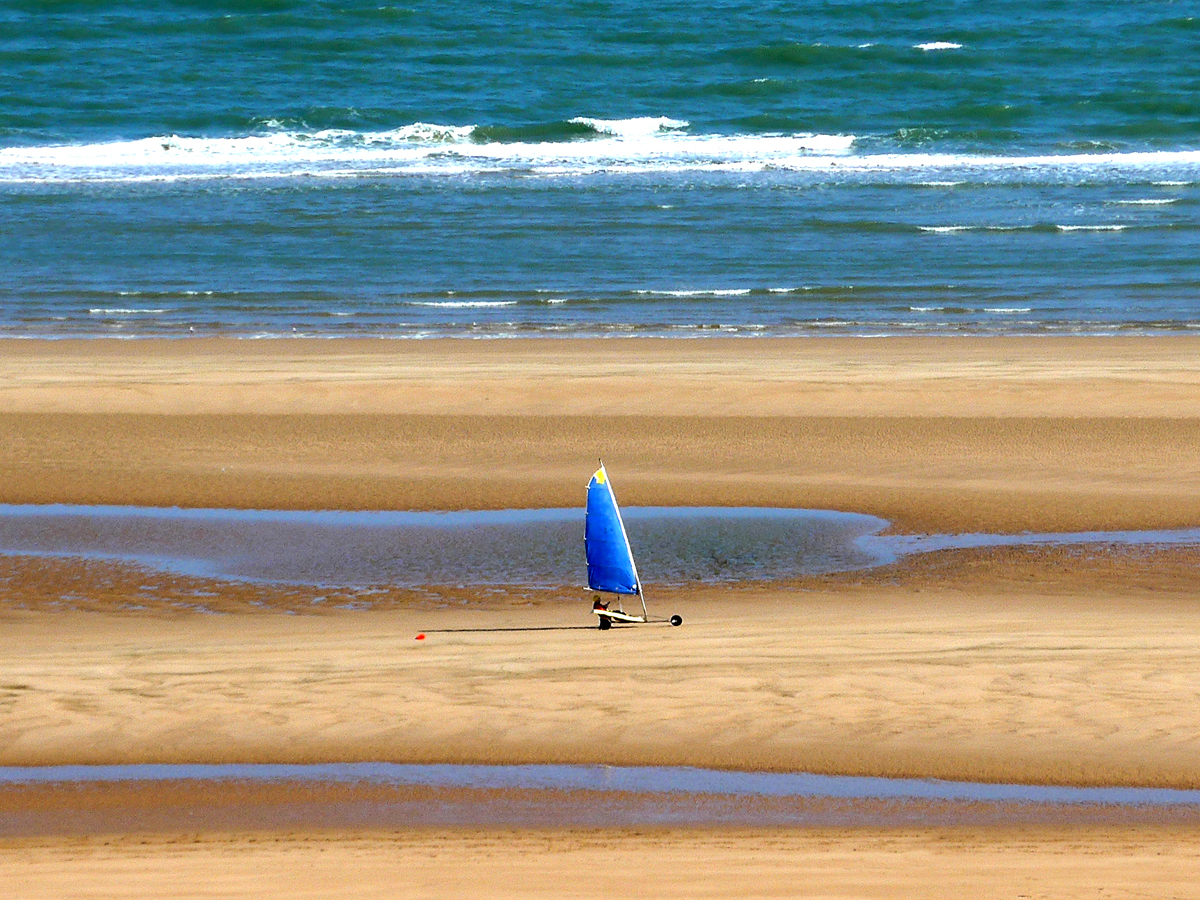
Carro a vela in Normandia.

Un carro a vela è un veicolo su ruote, alimentato solo dal vento, con una vela, controllata da un pilota. Il carro a vela è uno sport praticato sulle spiagge dell'Europa occidentale e della Nuova Zelanda e sulle riarse pianure desertiche in Nord e Sud America e Australia. In Scandinavia e in Canada è praticato in inverno su ghiaccio con veicoli simili, ma con pattini al posto delle ruote.
La velocità massima di questi veicoli è di 135 km/h. Il record mondiale è 202,9 chilometri all'ora su spiaggia. Questo è anche il motivo per cui è obbligatorio un casco.